# Angelique (chanson)
Pour les articles homonymes, voir Angélique.
Chansons représentant le Danemark au Concours Eurovision de la chanson
Det var en yndig tid
(1960) Vuggevise
(1962)
Singles de Dario Campeotto
Rosalie
(1962)
Angelique est une chanson du chanteur italo-danois Dario Campeotto sortie en 45 tours en 1961. C'est la chanson qui représente le Danemark au Concours Eurovision de la chanson 1961.
Elle a également été enregistré par Dario Campeotto dans des versions en anglais ainsi qu'en italien sous le même titre.

## À l'Eurovision

### Sélection
Le 19 février 1961, ayant remporté le Dansk Melodi Grand Prix 1961, la chanson Angelique est sélectionnée pour représenter le Danemark au Concours Eurovision de la chanson 1961 le 18 mars à Cannes, en France.

### À Cannes
La chanson est intégralement interprétée en danois, langue officielle du Danemark, comme le veut la coutume avant 1965. L'orchestre est dirigé par Kai Mortensen.
Angelique est la treizième chanson interprétée lors de la soirée du concours, suivant Sommer i Palma de Nora Brockstedt pour la Norvège et précédant la chanson gagnante Nous les amoureux de Jean-Claude Pascal pour le Luxembourg.
À l'issue du vote, elle obtient 12 points et se classe 5e sur 16 chansons,.

## Liste des titres
| A1. | Angelique                                | Aksel V. Rasmussen          |  |
| A2. | Du er min kærlighed (Il nostro concerto) | Erik Thernow, Umberto Bindi |  |

## Classements

### Classements hebdomadaires
| Classement (1961)    | Meilleure position |
| -------------------- | ------------------ |
| Danemark (Billboard) | 8                  |
| Norvège (VG-lista)   | 9                  |

## Historique de sortie
| Pays      | Date | Format         | Label |
| --------- | ---- | -------------- | ----- |
| Danemark, | 1961 | 45 tours       | Sonet |
| Norvège   | 1961 | 45 tours       | Sonet |
| Suède     | 1961 | super 45 tours | Sonet |